# كراتيفة نورفالية
كراتيفة نورفالية (الاسم العلمي:Crateva nurvala) هي نوع من النباتات تتبع جنس الكراتيفة من الفصيلة القبارية.